# Borovičskij rajon
Il Borovičskij rajon (in russo Боровичский район?) è un rajon dell'Oblast' di Novgorod, nella Russia europea, con capoluogo Boroviči. Istituito nel 1927, ricopre una superficie di 3.137,9 chilometri quadrati ed ospita una popolazione di circa 73.000 abitanti.